# Tiếng Ả Rập Algérie
Tiếng Ả Rập Algeria (được gọi là Darja hoặc Dziria ở Algeria) là một phương ngữ tiếng Ả Rập được nói ở miền bắc Algeria. Nó thuộc cụm phương ngữ Ả Rập Maghreb và một phần thông hiểu lẫn nhau với tiếng Ả Rập Tunisia và tiếng Ả Rập Maroc.
Giống như các phương ngữ tiếng Ả Rập Maghreb khác, tiếng Ả Rập Algeria có vốn từ vựng ngôn ngữ Semit. Nó chịu ảnh hưởng của ngôn ngữ Berber và tiếng Latinh và có nhiều từ mượn từ tiếng Pháp, tiếng Ả Rập Andalucia, tiếng Turk Ottoman và tiếng Tây Ban Nha.
Tiếng Ả Rập Algeria là phương ngữ bản địa của 75% đến 80% người Algeria và được nói thông thạo bởi từ 85% đến 100% dân cư. Nó là ngôn ngữ nói được sử dụng trong giải trí và giao tiếp hàng ngày, trong khi tiếng Ả Rập chuẩn hiện đại (MSA) thường sử dụng cho hành chính và giáo dục.